# Абдалла ибн Абдул-Азиз Аль Сауд
Абдалла́ ибн Абду́л-Ази́з ибн Абдуррахма́н Аль Сау́д (араб. عبد الله بن عبد العزيز بن عبد الرحمن آل سعود‎; 1 августа 1924, Эр-Рияд — 23 января 2015[…], Эр-Рияд) — шестой король Саудовской Аравии, правивший с 1 августа 2005 по 23 января 2015 года. Наследный принц Саудовской Аравии с 1982 по 2005 год и первый заместитель премьер-министра Саудовской Аравии. 19-й глава династии Саудитов. 12-й сын короля Абдул-Азиза Аль Сауда от его жены Фахды бинт Аси аш-Шурейм.
С 21 февраля 1996 года — фактический правитель государства при короле Фахде, так как последний перенёс 29 ноября 1995 года обширный инсульт и не мог полностью исполнять свои обязанности.
На момент смерти являлся старейшим действующим монархом.
Состояние монарха на начало 2013 оценивалось Forbes в 18 млрд $. Показателем богатства короля стал тот факт, что он решил лично финансировать строительство станции метро в Эр-Рияде, которая будет украшена золотыми пластинами.

## Биография

### Ранние годы
Родился 1 августа 1924 года в Эр-Рияде, в семье короля Неджда, Хиджаза и присоединённых территорий — Абдул-Азиза Аль Сауда и был единственным сыном у своей матери Фахды бинт Аси аш-Шурейм, и двенадцатым сыном своего отца. Его мать принадлежала к аристократическому клану племени Шаммар. До того, как стать восьмой женой короля Абдул-Азиза, она была замужем за главой одного из эмиратов Аравийского полуострова по имени Сауд Рашиди, который был злейшим врагом Абдул-Азиза. После того, как Рашиди был убит, король Абдул-Азиз сделал Фахду одной из своих жён. У него были две родные сестры: Нуф (ум. 2015) и Сита (ум. 2011), а все братья — единокровные по отцу.

### Наследный принц
Сначала был губернатором Мекки. В 1963 году его единокровный брат король Фейсал назначил его командующим национальной гвардией, а в 1975 году при другом единокровном брате, короле Халиде, он получил должность второго заместителя премьер-министра. Вступивший 13 июня 1982 года на престол ещё один единокровный брат Фахд своим указом назначил Абдаллу наследным принцем и первым заместителем премьер-министра.

### На троне
1 августа 2005 года король Фахд скончался. 3 августа в правительственном дворце в Эр-Рияде состоялась коронация Абдаллы. Одним из первых шагов нового короля стало назначение наследным принцем своего единокровного брата министра обороны и авиации Султана, представляющего клан Ас-Судайри. После смерти принца Султана, 27 октября 2011 года наследным принцем стал министр внутренних дел принц Наиф, а после его смерти, с 18 июня 2012 года — министр обороны принц Салман, оба из клана Ас-Судайри.
Одним из первых своих указов он запретил членам королевской семьи, которая насчитывает около 7 тыс. принцев и принцесс, пользоваться государственной казной. Также он отменил традиционный приветственный жест целования руки монарха, заменив его более привычным рукопожатием.
В 2005 году реализовал государственную программу стипендий для отправки молодых людей в западные университеты для обучения. Программа предлагала выделение средств на обучение и проживание до четырёх лет за границей. Предположительно за время действия государственной программы более чем 70.000 студентов учились за границей в более чем 25 странах мира. Университеты Соединённых Штатов Америки, Англии и Австралии попали в тройку лидеров направления среды выбора студентов.
6 ноября 2007 года посетил Ватикан, где провёл встречу с Папой Римским Бенедиктом XVI, став первым саудовским монархом, который посетил главу Римско-католической церкви.
Впервые женщина возглавила высшее учебное заведение: указом короля принцесса Аль-Джаухара бинт Фахд ибн Мухаммед ибн Абдуррахман Аль Сауд была назначена ректором Женского университета Эр-Рияда.

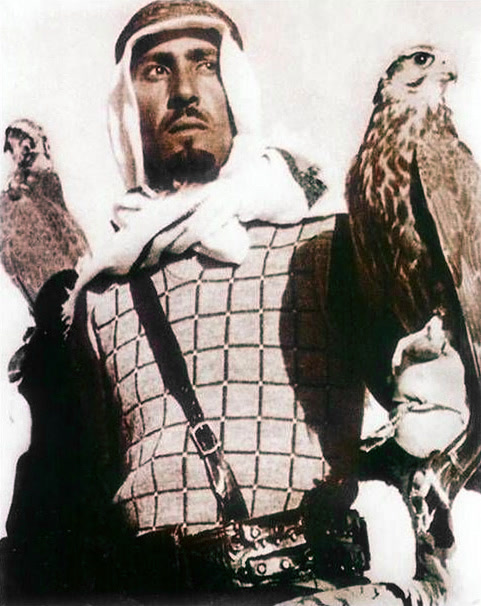
Король Абдалла в молодости на соколиной охоте

14 февраля 2009 года обнародовал указы, в частности увеличив состав меджлиса (Консультативного совета) с 81 до 150 депутатов, впервые предоставив женщине высокий государственный пост — заместителя министра образования по делам девушек, создав Верховный суд — гаранта Конституции Саудовской Аравии и изменив высшую религиозную инстанцию — Совет высших улемов, включив в него помимо правоведов ханбалитского мазхаба также представителей других (ханафитского, маликитского и шафиитского) мазхабов. В сентябре того же года близ Джидды был открыт Университет науки и техники короля Абдуллы с совместным обучением юношей и девушек. После переговоров с высокопоставленными представителями мусульманского духовенства, король в сентябре 2011 года объявил, что женщинам отныне позволено быть членом совета Шуры и участвовать в муниципальных выборах.
В 2011 году заложил программу новых расходов в социальной сфере стоимостью 37 млрд $, включив в неё новые пособия по безработице, образование и жилищные субсидии, списание долгов, а также новый спортивный канал. Также он пообещал потратить в общей сложности 400 млрд $ к концу 2014 года для улучшения образования, здравоохранения и инфраструктуры королевства.

### Критика
В феврале 2008 года американский журнал Parade (приложение к The Washington Post) обнародовал список самых жестоких диктаторов современности. Он занял в нём четвёртое место, уступив лишь лидеру КНДР Ким Чен Иру, президенту Судана Омару аль-Баширу и президенту Мьянмы генералу Тан Шве.

### Личная жизнь
Более 30 раз женился и разводился, но, в соответствии с законом ислама, держал в своём доме не более 4 жён одновременно. Среди жён короля имелись сирийки, марокканки и палестинки. Абдалла был многодетным отцом — 15 сыновей и 20 дочерей.
Одна из его жён, Алануд аль-Файез, разведена с ним и живёт в Лондоне. С 2001 года её четырёх дочерей от короля (Сахар, Маху, Халу и Джавахир) держали под фактическим домашним арестом. Принцесса Хала скончалась в 2021 году в возрасте 47 лет.
Старший сын короля, принц Халид (род. 1950) был заместителем командующего Национальной гвардии Саудовской Аравии (1979—1992).
Его второй сын, принц Мутаиб (род. 1952) был командующим Национальной гвардией (2010—2013) и Министром Национальной Гвардии (2013—2017).
Его сын, принц Абдул-Азиз (род. 1962) был заместителем министра иностранных дел с 2011 по 2015 годы.
Ещё один сын, принц Фейсал был главой Красного Полумесяца Саудовской Аравии (2006—2016)
Другой сын, принц Мишааль (род. 1970) был губернатором двух провинций Наджран (2009—2013) и Мекки (2013—2015). Он сменил на посту эмира Мекки принца Халида ибн Фейсала, который занял пост министра образования. Но в январе 2015 года король Салман снял Мишааля с губернаторства Мекки и вернул Халида ибн Фейсала на этот пост.
Ещё один его сын принц Турки (род. 1971) был заместителем губернатора Эр-Рияда (2013—2014) и эмиром Эр-Рияда с 2014 по 2015 годы.
Его дочь принцесса Адила замужем за Фейсалом ибн Абдуллахом, который назначен министром образования в 2009 году. Она одна из немногих саудовских принцесс, которая является известным защитником прав женщин в управлении. Его другая дочь, принцесса Алия, является председателем программы социальной службы. Самая младшая дочь его, принцесса Сахаб, родилась в 1993 году. Сахаб бинт Абдалла вышла замуж за пятого сына короля Бахрейна шейха Халида бин Хамад бин Иса Аль Халифа в 2011 году.
Самый младший сын, принц Бандар, родился в 1999 году, когда ему было 75 лет.
Король увлекался скачками на верблюдах и соколиной охотой, также был большим любителем породистых лошадей, лично занимался разведением арабской породы и стал основателем конно-спортивного клуба.

### Смерть
31 декабря 2014 года был госпитализирован в Эр-Рияде, где проходил курс лечения. Умер 23 января 2015 года после трёхнедельной госпитализации по причине пневмонии. Похоронен в безымянной могиле (по строгим мусульманским канонам погребения) на кладбище Эль-Уд.

## Награды
Награды Саудовской Аравии
| Страна            | Дата вручения  | Награда                                     | Награда                                     | Литеры |
| ----------------- | -------------- | ------------------------------------------- | ------------------------------------------- | ------ |
| Саудовская Аравия | 1 августа 2005 | Суверен ордена Великого Бадра               | Суверен ордена Великого Бадра               |        |
| Саудовская Аравия | 1 августа 2005 | Суверен ордена короля Абдул-Азиза ибн Сауда | Суверен ордена короля Абдул-Азиза ибн Сауда |        |
| Саудовская Аравия | 1 августа 2005 | Суверен ордена короля Файсала               | Суверен ордена короля Файсала               |        |

Награды иностранных государств
| Страна         | Дата вручения                | Награда                                                                | Награда                                                                | Литеры |
| -------------- | ---------------------------- | ---------------------------------------------------------------------- | ---------------------------------------------------------------------- | ------ |
| Аргентина      |                              | Кавалер орденской цепи Освободителя Сан-Мартина                        | Кавалер орденской цепи Освободителя Сан-Мартина                        |        |
| Великобритания | —                            | Кавалер Большого креста ордена Бани                                    | Кавалер Большого креста ордена Бани                                    | GCB    |
| ЮАР            | 1999—                        | Кавалер Большого креста специального класса ордена Доброй Надежды      | Кавалер Большого креста специального класса ордена Доброй Надежды      |        |
| Казахстан      | 10 декабря 2001—             | Кавалер ордена Достык 1 степени                                        | Кавалер ордена Достык 1 степени                                        |        |
| Австрия        | 2004—                        | Кавалер Большой Звезды Почёта За заслуги перед Австрийской Республикой | Кавалер Большой Звезды Почёта За заслуги перед Австрийской Республикой |        |
| Азербайджан    | 7 марта 2005—                | Кавалер ордена «Независимость».                                        | Кавалер ордена «Независимость».                                        |        |
| Польша         | 18 марта 2005—               | Рыцарь ордена Улыбки.                                                  | Рыцарь ордена Улыбки.                                                  |        |
| Пакистан       | 1 февраля 2006—              | Кавалер ордена «Нишан-е-Пакистан»                                      | Кавалер ордена «Нишан-е-Пакистан»                                      | NPk    |
| Великобритания | 2007—                        | Кавалер Королевской Викторианской цепи                                 | Кавалер Королевской Викторианской цепи                                 |        |
| Турция         | 2007—                        | Кавалер ордена Турецкой Республики 1 класса                            | Кавалер ордена Турецкой Республики 1 класса                            |        |
| Испания        | 15 июня 2007—                | Рыцарь ордена Золотого руна                                            | Рыцарь ордена Золотого руна                                            |        |
| Польша         | 25 июля 2007—                | кавалер ордена Белого орла                                             | кавалер ордена Белого орла                                             |        |
| Италия         | 30 октября 2007—             | Кавалер Большого креста декорированного лентой                         | ордена «За заслуги перед Итальянской Республикой»                      |        |
| Италия         | 19 июля 1997—30 октября 2007 | кавалер Большого креста                                                | ордена «За заслуги перед Итальянской Республикой»                      |        |
| Бразилия       | май 2009—                    | Кавалер Большого креста ордена Южного Креста.                          | Кавалер Большого креста ордена Южного Креста.                          |        |
| Сирия          | октябрь 2009—                | Кавалер ордена Омейядов 1 класса.                                      | Кавалер ордена Омейядов 1 класса.                                      |        |
| Ливан          | 31 июля 2010—                | Кавалер Большой ленты ордена Кедра                                     | Кавалер Большой ленты ордена Кедра                                     |        |

Имя короля носит Научно-технологический университет в Тувале.